# ラブ・ザ・ドッグ 犬依存症の女
『ラブ・ザ・ドッグ 犬依存症の女』（ラブ・ザ・ドッグ いぬいそんしょうのおんな、Year of the Dog）は、2007年のアメリカ映画。マイク・ホワイトの監督デビュー作である。
日本では劇場未公開。

## ストーリー
中年独身女性のペギーの愛犬が、誤って隣人のアルの家の害虫駆除剤を食べて死んでしまう。唯一の心の拠り所を失って落ち込むのだったが、動物保護センターのニュートらの助けもあって元気を取り戻してゆく。しかし、その過程で彼女は過激な動物愛護精神に目覚めてしまう。

## キャスト
- ペギー: モリー・シャノン
- アル: ジョン・C・ライリー
- ブリット: ローラ・ダーン
- ライラ: レジーナ・キング
- ニュート: ピーター・サースガード
- ピア: トーマス・マッカーシー
- ジョシュ・パイス
- エイミー・シュラゲル
- ゾーイ・シュラゲル
- ライザ・ウェイル
- ブレンダ・カネラ